# USS Reprisal (CV-35)
USS Reprisal (CV-35) byla nedokončená letadlová loď třídy Essex Námořnictva Spojených států, jejíž stavba byla zahájena v roce 1944.
Její stavba byla zahájena 1. července 1944 v loděnicích New York Navy Yard v New Yorku, mělo se jednat o osmnáctou jednotku třídy Essex. Dne 12. srpna 1945, na konci druhé světové války, však došlo ke zrušení stavby dvou letadlových lodí této třídy, Iwo Jimy a Reprisalu. Trup Reprisalu, který byl dokončen z 52 %, byl v roce 1945 spuštěn na vodu a následně byl v letech 1946–1948 využíván v zátoce Chesapeake pro zkoušky zbraní či výbušnin. V lednu 1949 se objevily plány na dostavbu této lodi, její trup ale byl ještě téhož roku prodán do šrotu.